# Фараби, Джоэл
Джоэл Фараби (англ. Joel Farabee; 25 февраля 2000, Сисеро, Нью-Йорк, США) — американский профессиональный хоккеист, крайний нападающий клуба НХЛ «Калгари Флэймз».

## Карьера
Свою карьеру на юношеском уровне Фараби начал в юношеской команде США в лиге USHL.
После USHL он должен был перейти в команду Университета Нью-Гэмпшира из лиги NCAA, но передумал и перешёл в команду Университета Бостона, где в общей сложности отыграл 1 сезон. В этом сезоне он занял второе место по голам и третье место по очкам в лиге среди новичков. В знак признания его усилий лига вручила ему приз Том Тэйлор Эворд, который вручается лучшему новичку сезона.
В преддверии драфта НХЛ 2018 года Фараби занял 12-е место в рейтинге среди хоккеистов, играющих в североамериканских лигах по версии Центрального скаутского бюро НХЛ. 23 июня 2018 года на драфте 2018 года он был выбран в 1-м раунде под общим 14-м номером клубом «Филадельфия Флайерз». После драфта он сказал, что надеялся быть задрафтованным «Филадельфией», так как являлся фанатом «Флайерз» в детстве.
25 марта 2019 года Фараби подписал с «Флайерз» трёхлетний контракт новичка. 21 октября 2019 года Джоэл дебютировал в НХЛ в матче против «Вегас Голден Найтс». Он стал первым игроком «Филадельфии» в истории франшизы, родившимся в 2000-х годах. Свой дебютный гол в НХЛ он забил в ворота «Нью-Джерси Девилз» 1 ноября 2019 года. 8 августа 2020 года он забил свой первый гол в плей-офф НХЛ в ворота «Тампа-Бэй Лайтнинг», также став первым игроком в истории НХЛ, родившимся в 2000-х годах, забившим гол в плей-офф.
13 января 2021 года в матче против «Питтсбург Пингвинз» Фараби установил рекорд франшизы по количеству очков, набранных в дебютном матче сезона (4 очка). Позже, в том же месяце, в игре против «Нью-Йорк Айлендерс» он сделал свой первый хет-трик в карьере НХЛ, став самым молодым игроком в истории «Флайерз», добившимся этого результата.
2 сентября 2021 года подписал с «Флайерз» новый шестилетний контракт на общую сумму 30 млн долларов.